# Gonzalo Escobar (tennista)
Gonzalo Escobar (Manta, 20 gennaio 1989) è un tennista ecuadoriano. Attivo prevalentemente in doppio, vanta 6 titoli nel circuito ATP e diversi altri nei circuiti minori; il suo miglior ranking ATP è il 38º posto del novembre 2021. Ha esordito nella squadra ecuadoriana di Coppa Davis nel 2013.

## Carriera

### Nelle categorie giovanili e nei tornei di College statunitensi
Si laurea campione nazionale in tutte le categorie di età a partire dai 10 fino ai 16 anni. Gioca nell'ITF Junior Circuit, nel quale vince l'importante torneo Eddie Herr all'accademia di Nick Bollettieri e raggiunge il 40º posto nella classifica mondiale di categoria. In quel periodo si infortuna a una spalla e deve restare inattivo 1 anno e mezzo. Nel 2008 si trasferisce negli Stati Uniti per studiare alla Texas Tech University ed entra nella squadra di tennis dell'ateneo, impegnata nei tornei dei College della NCAA. Vi resta per 4 anni con successo, raggiunge una finale di doppio nazionale dell'NCAA e nel 2012 viene inserito tra gli All American. Nel 2013 si laurea in Economia.

### 2004-2014, inizi tra i professionisti e primi titoli ITF
Fa le sue prime sporadiche apparizioni tra i professionisti in Ecuador tra il 2004 e il 2008 nei tornei ITF e Challenger, disputa ancora qualche raro torneo del circuito nel 2009 prima di dedicarsi completamente ai tornei di College. Dopo 4 anni, nell'agosto 2013 rientra a giocare nel circuito professionistico e subito disputa e perde la prima finale in singolare nel torneo ITF Ecuador F1. A settembre esordisce nella squadra ecuadoriana di Coppa Davis e conquista l'unico punto per i sudamericani battendo Marco Chiudinelli nella sfida persa 4-1 contro la Svizzera. Alza i suoi primi trofei da professionista nell'agosto 2014 vincendo sia in singolare che in doppio il torneo ITF Ecuador F1. Nel prosieguo della stagione ne vince altri 3 in singolare e 2 in doppio in altri tornei ITF.

### 2015-2020, ultimi titoli in singolare, trionfi in doppio nei Challenger e 69º nel ranking
Negli anni successivi continua a raccogliere successi nei tornei ITF e nel giugno 2015 raggiunge la 281ª posizione nel ranking di singolare, che resterà la migliore in carriera nella specialità. Quell'anno gioca con maggiore assiduità nei Challenger, nel 2016 gioca la prima finale di questa categoria in doppio all'Open Barranquilla e assieme a Roberto Quiroz viene sconfitto da Alejandro Falla / Eduardo Struvay. A novembre disputa lper a prima volta una finale Challenger in coppia con Ariel Behar all'Open Bogotá e la perdono contro Marcelo Arévalo / Sergio Galdós. Nel 2017 vince alcuni titoli ITF in singolare e in doppio e non gioca alcuna finale Challenger. Inizia comunque ad affermarsi come doppista, a febbraio esordisce nel circuito ATP a Quito, dove con Juan Pablo Paz sfiorano l'accesso in semifinale, e a giugno entra per la prima volta nella top 200. Nel 2018 gioca 5 finali Challenger in doppio e ad aprile conquista il primo titolo di categoria a León assieme al messicano Manuel Sánchez, superando in finale Bradley Mousley / John-Patrick Smith per 6-4, 6-4. A novembre sale al 144º posto mondiale.
In quel periodo dirada i suoi impegni nel circuito ITF, disputerà l'ultimo torneo ITF nel gennaio 2019 dopo averne vinti in carriera 6 in singolare e 7 in doppio. Il 2019 è l'anno della sua definitiva affermazione come doppista, a inizio stagione gioca soprattutto con Luis David Martínez e perdono le finali Challenger del Morelos Open e del Puerto Vallarta Open. A maggio inizia a giocare in pianta stabile con Ariel Behar, nel corso della stagione raggiungono 9 finali Challenger e vincono le 6 di Gerusalemme, Praga, Genova, Santo Domingo, Lima e Guayaquil. A ottobre Escobar fa il suo ingresso nella top 100 e chiude l'anno all'83ª posizione. A febbraio perde inoltre a Cuernavaca contro l'argentino Matías Franco Descotte la sua prima finale Challenger in singolare, che sarà anche l'ultima finale nella specialità in carriera.
Nel gennaio 2020 vince il Bangkok Challenger II assieme a Miguel Ángel Reyes Varela e a febbraio il prestigioso Challenger 125 di Newport Beach con Behar. La settimana successiva raggiungono la semifinale al torneo ATP 250 di Córdoba. Continuano i successi con Behar anche dopo la lunga pausa del tennis mondiale per il COVID-19, tra settembre e novembre disputano 4 finali Challenger e vincono quelle di Lima e Guayaquil. Sempre con Behar, a novembre debutta con una sconfitta in un torneo del Grande Slam al Roland Garros. Continua a scalare la classifica e chiude l'anno con il miglior ranking al 69º posto mondiale.

### 2021, primi titoli ATP e top 40

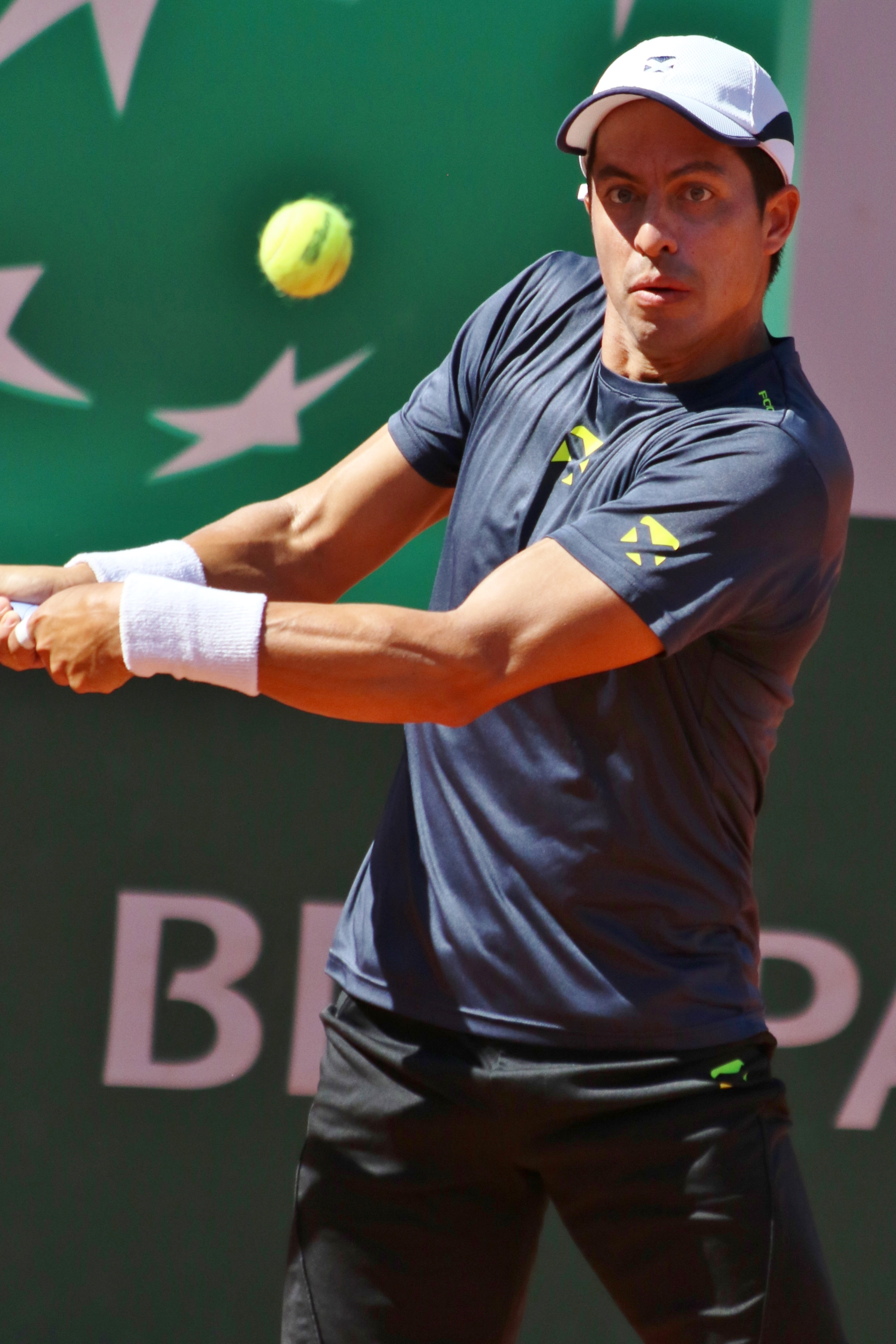
Escobar al Roland Garros nel 2021.

Nel 2021 giocano con continuità nel circuito maggiore e a gennaio vincono il primo titolo ATP a Delray Beach sconfiggendo Christian Harrison / Ryan Harrison in finale per 6-7, 7-6, [10-4]. A marzo perdono la finale all'ATP 250 di Buenos Aires contro Tomislav Brkić / Nikola Ćaćić, contro i quali si prendono la rivincita il mese dopo vincendo in 2 set la finale di Marbella. All'ATP di Belgrado cedono nell'incontro che assegna il titolo ai fratelli Ivan e Matej Sabanov. A giugno perdono anche la finale sull'erba di Stoccarda contro Marcelo Demoliner / Santiago González per 8-10 nel parziale decisivo. Quell'anno escono al primo turno in tutte le prove del Grande Slam a eccezione di Wimbledon, dove raggiungono il terzo turno. I migliori risultati di fine stagione sono la semifinale all'ATP 250 di Mosca e i secondi turni nei Masters 1000 di Cincinnati e Parigi, ed Escobar porta a novembre il best ranking alla 38ª posizione.

### 2022, un titolo ATP
Nel 2020 aveva cominciato a diradare i suoi impegni in singolare e a giugno del 2022 esce dal ranking di specialità. Anche quell'anno consegue i migliori risultati con Behar; iniziano la stagione con la semifinale all'Adelaide 1, perdono la finale al successivo Adelaide 2 e si spingono fino al terzo turno agli Australian Open. Nello Slam di Melbourne, Escobar raggiunge inoltre la semifinale in doppio misto assieme a Lucie Hradecká. Ad aprile vincono il loro terzo titolo ATP a Belgrado, superando in finale Nikola Mektić / Mate Pavić per 2-6, 6-3, [10-7]. Sempre con Behar, Escobar raggiunge per la prima volta i quarti di finale in un Masters 1000 a Roma. Dopo l'eliminazione al secondo turno all'Open di Francia, perdono la finale sull'erba di Maiorca ed escono di scena al primo turno a Wimbledon. Raggiungono i quarti anche al Masters di Montréal e il terzo turno agli US Open. Dopo la trasferta americana ha fine il sodalizio con Behar e negli ultimi tornei di stagione Escobar cambia diversi partner senza conseguire risultati importanti.

### 2023, due titoli ATP
Nella prima parte del 2023 gioca in coppia con Tomislav Brkić, con il quale raggiunge la semifinale all'Adelaide 1 e il terzo turno agli Australian Open. Non ottiene grandi risultati con i partner del periodo successivo fino a giugno, quando inizia a giocare con Oleksandr Nedovyesov e subito raggiungono due finali, perdono la prima a 's-Hertogenbosch contro i numeri 2 del mondo Neal Skupski / Wesley Koolhof e vincono quella al Challenger di Ilkley. Tornano a mettersi in luce il mese successivo vincendo la finale all'ATP 250 di Båstad contro Francisco Cabral / Rafael Matos. Raggiungono la finale anche a Kitzbühel e cedono in due set ad Alexander Erler / Lucas Miedler. A fine stagione vincono il titolo all'ATP di Sofia con il successo in finale per 13-11 nel set decisivo contro Julian Cash / Nikola Mektić.

### 2024, un titolo ATP
Raggiunge nuovamente la semifinale all'ATP di Adelaide, questa volta con Nedovyesov, con il quale a febbraio perde in finale al Los Cabos Open contro Max Purcell / Jordan Thompson. A fine marzo si aggiudicano il Challenger di Gerona e la settimana successiva vincono anche il torneo ATP dell'Estoril battendo in finale Sadio Doumbia / Fabien Reboul, che si prendono la rivincita al secondo turno del Madrid Open. Dopo le precoci eliminazioni con Nedovyesov al Roland Garros e a Wimbledon, perde la finale al Braunschweig Open assieme a Sriram Balaji. Di nuovo con Nedovyesov esce in semifinale all'ATP di Båstad, dove erano campioni uscenti. Nel finale di stagione raggiunge le semifinali solo all'ATP di Belgrado con Diego Hidalgo.

### 2025, un titolo Challenger 175 e un Challenger 125
Il primo risultato di rilievo arriva in marzo con il successo assieme a Hidalgo nel Challenger 175 da 250.000 $ della Copa Cap Cana. A fine mese vincono anche il Challenger 125 del Morelia Open.

## Statistiche

### Doppio

#### Vittorie (6)
| Legenda                   |
| Grande Slam (0)           |
| ATP Finals (0)            |
| ATP Tour Masters 1000 (0) |
| ATP Tour 500 (0)          |
| ATP Tour 250 (6)          |

| Nº | Data             | Torneo                          | Superficie  | Compagno             | Avversari in finale              | Punteggio              |
| 1. | 13 gennaio 2021  | Delray Beach Open, Delray Beach | Cemento     | Ariel Behar          | Christian Harrison Ryan Harrison | 6(5)-7, 7-6(4), [10-4] |
| 2. | 11 aprile 2021   | Andalucia Open, Marbella        | Terra rossa | Ariel Behar          | Tomislav Brkić Nikola Ćaćić      | 6-2, 6-4               |
| 3. | 24 aprile 2022   | Serbia Open, Belgrado           | Terra rossa | Ariel Behar          | Nikola Mektić Mate Pavić         | 2-6, 6-3, [10-7]       |
| 4. | 23 luglio 2023   | Swedish Open, Båstad            | Terra rossa | Oleksandr Nedovyesov | Francisco Cabral Rafael Matos    | 6-2, 6-2               |
| 5. | 11 novembre 2023 | Sofia Open, Sofia               | Cemento (i) | Oleksandr Nedovyesov | Julian Cash Nikola Mektić        | 6-3, 3-6, [13-11]      |
| 6. | 7 aprile 2024    | Estoril Open, Cascais           | Terra rossa | Oleksandr Nedovjesov | Sadio Doumbia Fabien Reboul      | 7-5, 6-2               |

#### Finali perse (8)
| Legenda              |
| Grande Slam (0)      |
| ATP Finals (0)       |
| ATP Masters 1000 (0) |
| ATP Tour 500 (0)     |
| ATP Tour 250 (8)     |

| Nº | Data             | Torneo                              | Superficie  | Compagno             | Avversari in finale                 | Punteggio              |
| 1. | 7 marzo 2021     | Argentina Open, Buenos Aires        | Terra rossa | Ariel Behar          | Tomislav Brkić Nikola Ćaćić         | 3-6, 5-7               |
| 2. | 24 aprile 2021   | Serbia Open, Belgrado               | Terra rossa | Ariel Behar          | Ivan Sabanov Matej Sabanov          | 3-6, 6(5)-7            |
| 3. | 12 giugno 2021   | Stuttgart Open, Stoccarda           | Erba        | Ariel Behar          | Marcelo Demoliner Santiago González | 6-4, 3-6, [8-10]       |
| 4. | 15 gennaio 2022  | Adelaide International II, Adelaide | Cemento     | Ariel Behar          | Wesley Koolhof Neal Skupski         | 4-6, 4-6               |
| 5. | 25 giugno 2022   | Mallorca Championships, Calvià      | Erba        | Ariel Behar          | Rafael Matos David Vega Hernández   | 6(5)-7, 7-6(6), [1-10] |
| 6. | 17 giugno 2023   | Rosmalen Open, 's-Hertogenbosch     | Erba        | Oleksandr Nedovjesov | Neal Skupski Wesley Koolhof         | 6(1)-7, 2-6            |
| 7. | 5 agosto 2023    | Austrian Open, Kitzbühel            | Terra rossa | Oleksandr Nedovjesov | Alexander Erler Lucas Miedler       | 4-6, 4-6               |
| 8. | 24 febbraio 2024 | Los Cabos Open, Los Cabos           | Cemento     | Oleksandr Nedovjesov | Max Purcell Jordan Thompson         | 5-7, 6(2)-7            |

### Tornei minori

#### Singolare

##### Vittorie (6)
| Legenda tornei minori |
| Challenger (0)        |
| Futures (6)           |

| Nº | Data             | Torneo                | Superficie  | Avversario in finale | Punteggio        |
| 1. | 10 agosto 2014   | Ecuador F1, Guayaquil | Terra rossa | Roberto Quiroz       | 6-2, 6-2         |
| 2. | 17 agosto 2014   | Ecuador F2, Guayaquil | Cemento     | Iván Endara          | 6-3, 7-5         |
| 3. | 24 agosto 2014   | Ecuador F3, Guayaquil | Terra rossa | Jean-Yves Aubone     | 4-6, 7-6(5), 6-3 |
| 4. | 7 settembre 2014 | Ecuador F5, Quito     | Terra rossa | Mauricio Echazú      | 6-2, 6-1         |
| 5. | 30 agosto 2015   | Canada F7, Winnipeg   | Cemento     | Fritz Wolmarans      | 7-6(4), 6-0      |
| 6. | 28 maggio 2017   | Italy F14, Frascati   | Terra rossa | Viktor Galović       | 6-1, 6-2         |

##### Sconfitte in finale (8)
| Nº | Data              | Torneo                   | Superficie  | Avversario in finale   | Punteggio   |
| 1. | 8 agosto 2009     | Ecuador F1, Guayaquil    | Cemento     | Emilio Gómez           | 3-6, 2-6    |
| 2. | 18 agosto 2013    | Ecuador F1, Guayaquil    | Terra rossa | Emilio Gómez           | 5-7, 6(3)-7 |
| 3. | 19 ottobre 2014   | Perù F8, Lima            | Terra rossa | Duilio Beretta         | 0-6, 4-6    |
| 4. | 6 settembre 2015  | Canada F8, Calgary       | Cemento     | Frank Dancevic         | 4-6, 3-6    |
| 5. | 24 settembre 2017 | Bolivia F1, La Paz       | Terra rossa | Juan Ignacio Galarza   | 6-6 rit.    |
| 6. | 3 dicembre 2017   | Mexico F7, Metepec       | Cemento     | Marc-Andrea Hüsler     | 3-6, 4-6    |
| 7. | 10 dicembre 2017  | Mexico F8, Cancún        | Cemento     | Lucas Catarina         | 4-6, 6(2)-7 |
| 8. | 24 febbraio 2019  | Morelos Open, Cuernavaca | Cemento     | Matías Franco Descotte | 1-6, 4-6    |

#### Doppio

##### Vittorie (22)
| Legenda tornei minori |
| Challenger (14)       |
| Futures (8)           |

| Nº  | Data             | Torneo                                           | Superficie  | Compagno                  | Avversari in finale                       | Punteggio            |
| 1.  | 10 agosto 2014   | Ecuador F1, Guayaquil                            | Terra rossa | Jean-Yves Aubone          | Iván Endara Caio Silva                    | 7-6(6), 6-2          |
| 2.  | 24 agosto 2014   | Ecuador F3, Quito                                | Terra rossa | Rodrigo Sánchez           | Caio Silva Thales Turini                  | 6-1, 6-0             |
| 3.  | 19 ottobre 2014  | Perù F8, Lima                                    | Terra rossa | Emilio Gómez              | Eduardo Dischinger Tiago Lopes            | 6-3, 6-2             |
| 4.  | 8 maggio 2016    | USA F16, Tampa                                   | Terra rossa | Roberto Quiroz            | Miomir Kecmanović Jonas Lütjen            | 6-4, 7-6(4)          |
| 5.  | 3 dicembre 2017  | Mexico F7, Metepec                               | Cemento     | Manuel Sánchez            | John Paul Fruttero Thai-Son Kwiatkowski   | 6-3, 6-3             |
| 6.  | 10 dicembre 2017 | Mexico F8, Cancún                                | Cemento     | Bruno Sant'Anna           | Boris Arias Federico Zeballos             | 1-6, 6-3, [10-4]     |
| 7.  | 18 marzo 2018    | Croatia F2, Parenzo                              | Terra rossa | Bruno Sant'Anna           | Ivan Sabanov Matej Sabanov                | 6-4, 5-7, [11-9]     |
| 8.  | 29 aprile 2018   | Torneo Internacional Challenger León, León       | Cemento     | Manuel Sánchez            | Bradley Mousley John-Patrick Smith        | 6-4, 6-4             |
| 9.  | 5 agosto 2018    | Italy F21, Bolzano                               | Terra rossa | Hernán Casanova           | Wilson Leite Bruno Sant'Anna              | 7-5, 6-2             |
| 10. | 26 maggio 2019   | Jerusalem Open, Gerusalemme                      | Cemento     | Ariel Behar               | Evan King Julian Ocleppo                  | 6-4, 7-6(5)          |
| 11. | 28 luglio 2019   | I. ČLTK Prague Open, Praga                       | Terra rossa | Ariel Behar               | Andrej Golubev Oleksandr Nedovjesov       | 6(4)-7, 7-5, [10-8]  |
| 12. | 8 settembre 2019 | Genoa Open Challenger, Genova                    | Terra rossa | Ariel Behar               | Guido Andreozzi Andrés Molteni            | 3-6, 6-4, [10-3]     |
| 13. | 13 ottobre 2019  | Santo Domingo Open, Santo Domingo                | Terra verde | Ariel Behar               | Orlando Luz Luis David Martínez           | 6(5)-7, 6-4, [12-10] |
| 14. | 27 ottobre 2019  | Lima Challenger, Lima                            | Terra rossa | Ariel Behar               | Felipe Meligeni Alves Luis David Martínez | 6-2, 2-6, [10-3]     |
| 15. | 3 novembre 2019  | Challenger Ciudad de Guayaquil, Guayaquil        | Terra rossa | Ariel Behar               | Pedro Sakamoto Thiago Seyboth Wild        | 7-6(4), 7-6(5)       |
| 16. | 26 gennaio 2020  | Bangkok Challenger II, Bangkok                   | Cemento     | Miguel Ángel Reyes Varela | Zhang Ze Gong Maoxin                      | 6-3, 6-3             |
| 17. | 2 febbraio 2020  | Challenger Series - Newport Beach, Newport Beach | Cemento     | Ariel Behar               | Antonio Šančić Tristan-Samuel Weissborn   | 6-2, 6-4             |
| 18. | 25 ottobre 2020  | Istanbul Challenger, Istanbul                    | Cemento     | Ariel Behar               | Robert Galloway Nathaniel Lammons         | 4-6, 6-3, [10-7]     |
| 19. | 24 giugno 2023   | Ilkley Trophy, Ilkley                            | Erba        | Oleksandr Nedovjesov      | Robert Galloway John-Patrick Smith        | 2-6, 7-5, [11-9]     |
| 20. | 30 marzo 2024    | Girona Challenger, Gerona                        | Terra rossa | Oleksandr Nedovjesov      | Jonathan Eysseric Albano Olivetti         | 7-6(1), 6-4          |
| 21. | 16 marzo 2025    | Copa Cap Cana, Punta Cana                        | Cemento     | Diego Hidalgo             | Petr Nouza Patrik Rikl                    | 7-6(5), 6-4          |
| 22. | 29 marzo 2025    | Morelia Open, Morelia                            | Terra rossa | Diego Hidalgo             | Marc-Andrea Hüsler Stefano Napolitano     | 6-4, 4-6, [10-3]     |

##### Sconfitte in finale (19)
| Nº  | Data              | Torneo                                  | Superficie  | Compagno            | Avversari in finale                   | Punteggio            |
| 1.  | 29 luglio 2014    | USA F17, Oklahoma City                  | Cemento     | Jesús Bandrés       | Mackenzie McDonald Martin Redlicki    | 6-4, 6(3)-7, [8-10]  |
| 2.  | 30 agosto 2015    | Canada F7, Winnipeg                     | Cemento     | Sora Fukuda         | Luis David Martínez Luis Patiño       | 4-6, 3-6             |
| 3.  | 11 settembre 2016 | Open Barranquilla, Barranquilla         | Terra rossa | Roberto Quiroz      | Alejandro Falla Eduardo Struvay       | 4-6, 5-7             |
| 4.  | 13 novembre 2016  | Open Bogotá, Bogotà                     | Terra rossa | Ariel Behar         | Marcelo Arévalo Sergio Galdós         | 4-6, 1-6             |
| 5.  | 29 gennaio 2017   | USA F5, Weston                          | Terra rossa | Luis David Martínez | Facundo Argüello Juan Ignacio Londero | 4-6, 7-6(1), [12-14] |
| 6.  | 4 giugno 2017     | Italy F15, Reggio Emilia                | Terra rossa | Alexander Centenari | Grzegorz Panfil Ante Pavić            | 1-6, 6(4)-7          |
| 7.  | 26 novembre 2017  | Mexico F6, Monterrey                    | Cemento     | Federico Zeballos   | Marc-Andrea Hüsler Jessy Kalambay     | 6(5)-7, 4-6          |
| 8.  | 3 giugno 2018     | Romania F2, Bacău                       | Terra rossa | Gábor Borsos        | Franco Agamenone Hernán Casanova      | 2-6, 3-6             |
| 9.  | 1 luglio 2018     | Aspria Tennis Cup, Milano               | Terra rossa | Fernando Romboli    | Julian Ocleppo Andrea Vavassori       | 6-4, 1-6, [9-11]     |
| 10. | 8 luglio 2018     | Guzzini Challenger, Recanati            | Cemento     | Fernando Romboli    | Gong Maoxin Zhang Ze                  | 6-2, 6(5)-7, [5-10]  |
| 11. | 23 settembre 2018 | Columbus Challenger, Columbus           | Cemento (i) | Roberto Quiroz      | Peter Polansky Tommy Paul             | 3-6, 3-6             |
| 12. | 28 ottobre 2018   | Lima Challenger, Lima                   | Terra rossa | Ariel Behar         | Guido Andreozzi Guillermo Durán       | 6-2, 55-7, [5-10]    |
| 13. | 24 febbraio 2019  | Morelos Open, Cuernavaca                | Cemento     | Luis David Martínez | André Göransson Marc-Andrea Hüsler    | 3-6, 6-3, [9-11]     |
| 14. | 5 maggio 2019     | Puerto Vallarta Open, Puerto Vallarta   | Cemento     | Luis David Martínez | Matt Reid John-Patrick Smith          | 6(10)-7, 3-6         |
| 15. | 23 giugno 2019    | Internazionali di Emilia Romagna, Parma | Terra rossa | Ariel Behar         | Laurynas Grigelis Andrea Pellegrino   | 6-1, 3-6, [7-10]     |
| 16. | 17 novembre 2019  | Challenger Series - Houston, Houston    | Cemento     | Ariel Behar         | Jonathan Erlich Santiago González     | 3-6, 6(4)-7          |
| 17. | 13 settembre 2020 | Open du Pays d'Aix, Aix-en-Provence     | Terra rossa | Ariel Behar         | Andrés Molteni Hugo Nys               | 4-6, 6(4)-7          |
| 18. | 11 ottobre 2020   | Internazionali di Emilia Romagna, Parma | Terra rossa | Ariel Behar         | Marcelo Arévalo Tomislav Brkić        | 4-6, 4-6             |
| 19. | 13 luglio 2024    | Braunschweig Open, Braunschweig         | Terra rossa | Sriram Balaji       | Sander Arends Robin Haase             | 6-4, 4-6, [8-10]     |

## Risultati in progressione
| Sigla | Risultato               |
| ----- | ----------------------- |
| V     | Vincitore               |
| F     | Finalista               |
| SF    | Semifinalista           |
| O     | Oro olimpico            |
| A     | Argento olimpico        |
| SF    | Bronzo olimpico         |
| QF    | Quarti di Finale        |
| 4T    | Quarto turno            |
| 3T    | Terzo turno             |
| 2T    | Secondo turno           |
| 1T    | Primo turno             |
| RR    | Round Robin             |
| LQ    | Turno di qualificazione |
| A     | Assente                 |
| ND    | Non disputato           |

| Legenda superfici    |
| -------------------- |
| Cemento              |
| Terra battuta        |
| Erba                 |
| Superficie variabile |

### Doppio
| Tornei Grande Slam         |     |     |               |               |      |
| Australian Open, Melbourne | A   | 1T  | 3T            | 3T            | 4-3  |
| Roland Garros, Parigi      | 1T  | 1T  | 2T            | 1T            | 1-4  |
| Wimbledon, Londra          | ND  | 3T  | 1T            | 1T            | 2-3  |
| US Open, New York          | A   | 1T  | 3T            |               | 2-2  |
| Vittorie-Sconfitte         | 0-1 | 2-4 | 5-4           | 2-3           | 9-12 |
| Giochi Olimpici            |     |     |               |               |      |
| Giochi Olimpici            | ND  | A   | Non disputati | Non disputati | 0-0  |
| Vittorie-Sconfitte         | ND  | 0-0 | Non disputati | Non disputati | 0-0  |